# Stříbrný javor u Komorní Hůrky
Stříbrný javor u Komorní Hůrky je památný strom jižně od Františkových lázní, místní části Slatina v okrese Cheb v Karlovarském kraji. Javor stříbrný (Acer saccharinum) je součástí silniční aleje podél vycházkové trasy z Františkových Lázní na Komorní hůrku. Kmen je puklý, s velkými boulemi, dělí se na tři větve, z nichž prostřední je suchá, olistění řídké, od vrcholu zasychá. Obvod jeho kmene je 455 cm a koruna stromu dosahuje výšky 22 m. Strom je chráněn od roku 2002 pro svůj vzrůst a dendrologickou hodnotu.

## Stromy v okolí
- Dub v Jedličné
- Dub letní ve Dvorečku
- Dub letní v Chlumečku

## Fotogalerie

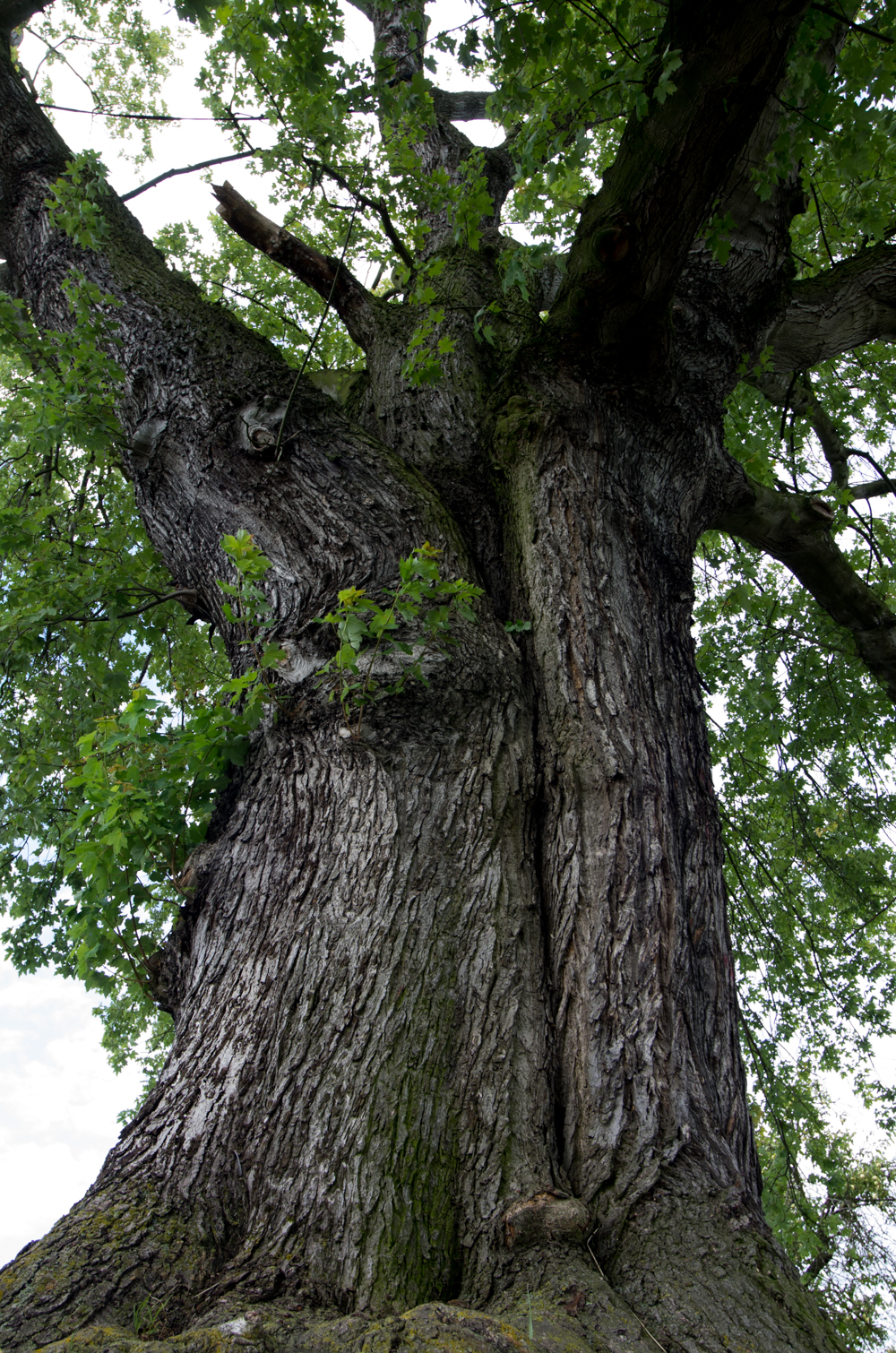
detail kmene
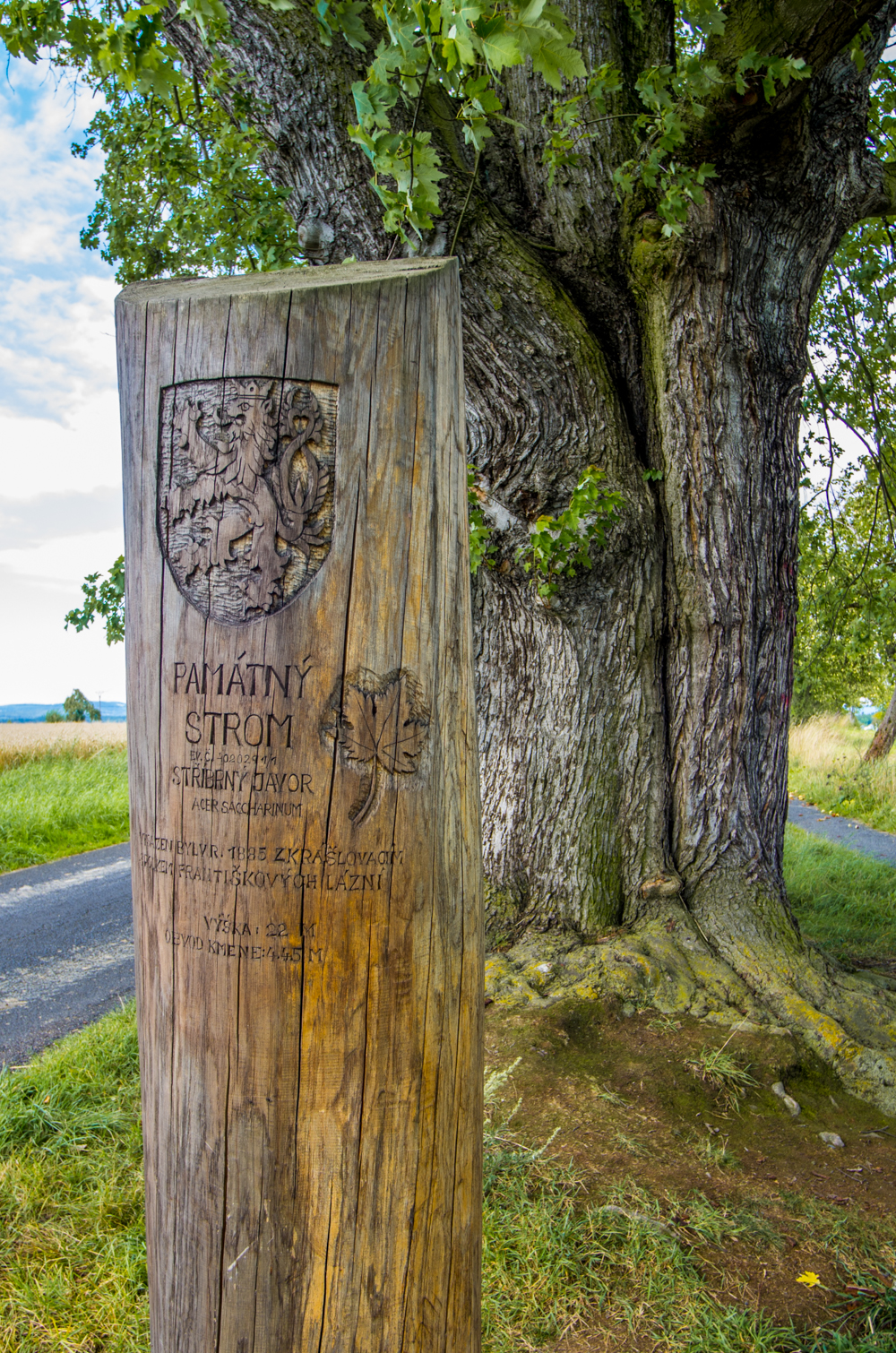
detail označení stromu
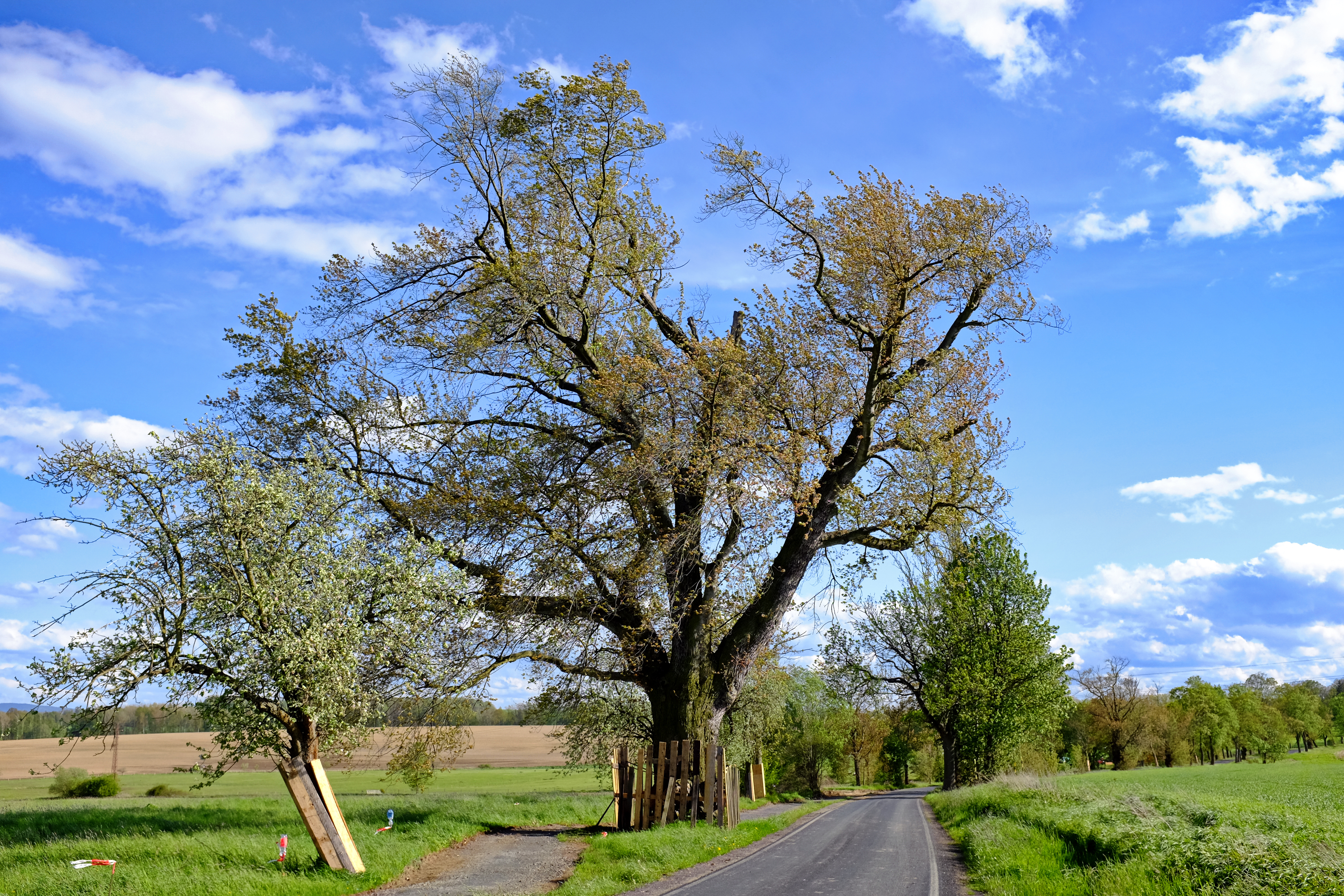
v květnu 2021